# Новая Черепеть
Новая Черепеть — посёлок в Суворовском районе Тульской области России.
В рамках административно-территориального устройства относится к Черепетской сельской территории Суворовского района, в рамках организации местного самоуправления является административным центром Северо-Западного сельского поселения.

## География
Расположен в 84 км к западу от центра города Тулы, в 10 км к западу от райцентра города Суворов и в 2 км к юго-западу от посёлка Черепеть.

## Население
| 2002 | 2010 |
| ---- | ---- |
| 1    | ↗499 |

## Улицы
- ул. Дзержинского
- ул. Железнодорожная
- ул. За Мир
- ул. Ленина
- ул. Локомотивная
- ул. Оборонная
- ул. Октябрьская

## Транспорт
Через посёлок проходит однопутная тепловозная железнодорожная линия Смоленск — Тула и автомобильная дорога Чекалин — Суворов — Ханино.
Железнодорожная станция «Черепеть». Код станции 21290.

## Образование
- Муниципальное бюджетное общеобразовательное учреждение «Новочерепетская средняя общеобразовательная школа»[6] (адрес: п. Новая Черепеть, ул. За Мир, д.1б).

## Достопримечательности
- В двух километрах расположен курорт Краинка.
- В шести километрах расположен самый маленький город России — Чекалин.